# A4-es autópálya (Bulgária)
Az A4, avagy Marica-autópálya (bolgárul: Автомагистрала „Марица“) egy 2 × 2 sávos út Bulgáriában. Hossza 117 km.

## Útja
Csirpan – Haszkovo – Szimeonovgrad – Topolovgrad – Ljubimec – Szvilengrad – Kapitan Andreevo